# جراحة إعادة تحديد الجنس

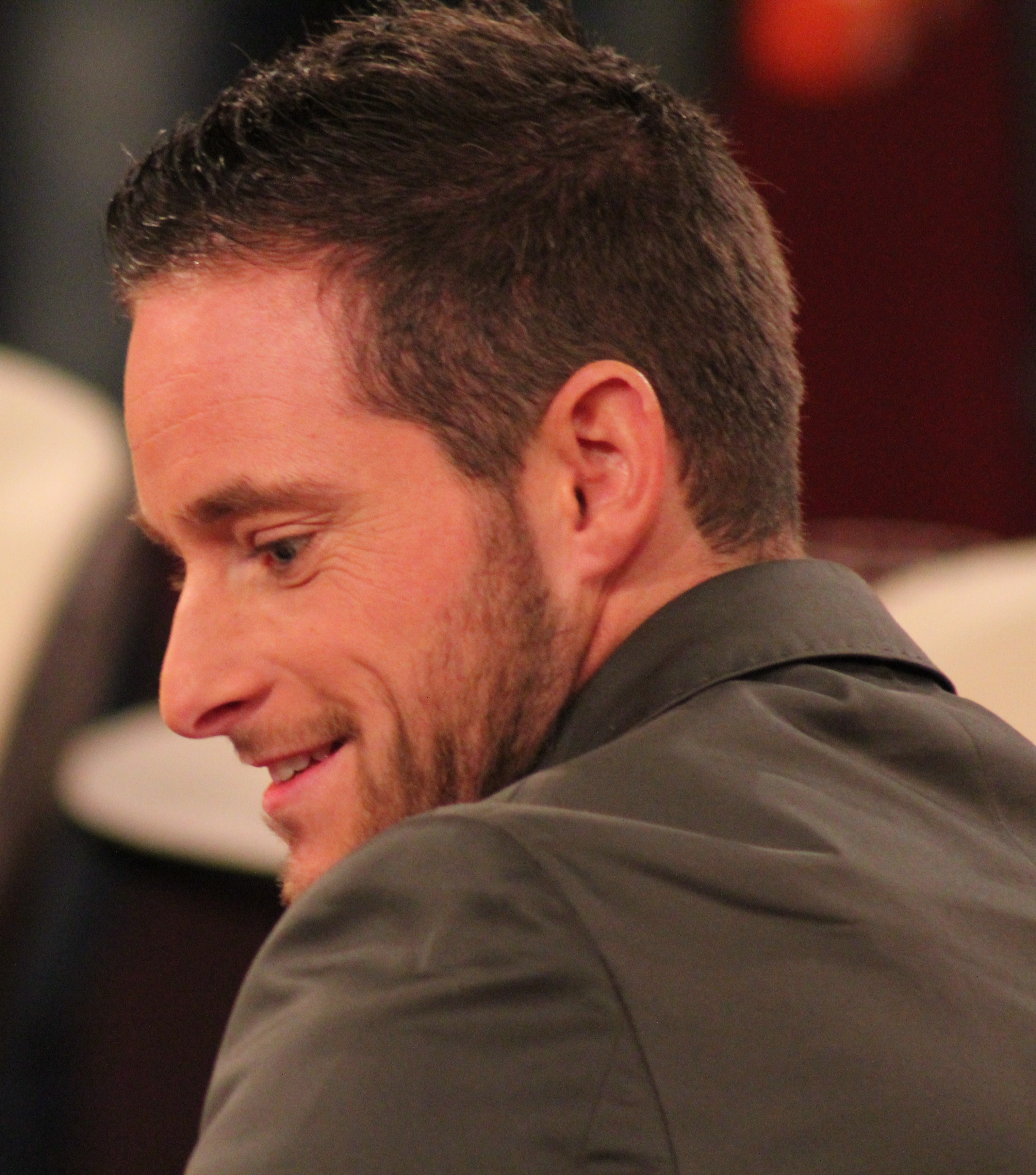

جراحة إعادة تعيين الجنس، أو جراحة إعادة التخصيص الجنسي، عملية (أو عدة عمليات) جراحية يتم من خلالها تغيير الملامح الجسدية للشخص المتحول جنسياً وخصائصه الجنسية الحالية لتحاكي تلك المرتبطة إجتماعياً مع الجندر (النوع الاجتماعي) الذي يتماثل معه الشخص. كما يتم إجراء هذه العمليات كجزء من علاج اضطراب الهوية الجندرية عند الأشخاص المتحولين جنسياً.
وضعت المنظمات الطبية المهنية إجراءت رعاية يجب اتخاذها قبل أن يتمكن أي شخص من طلب جراحة إعادة التعيين وتلقيها. تشمل هذه البروتوكولات التقييم النفسي، وفترة زمنية محددة يعيش فيها المتقدم للعملية الحياة الحقيقية بالجنس المطلوب.
العمليات الجراحية الخاصة بالتأنيث هي العمليات الجراحية التي تؤدي إلى جنس جسدي أنثوي. تشتمل هذه العمليات الجراحية على جراحة المهبل التجميلية، تكبير الثديين، استئصال الخصية، جراحة تأنيث الوجه، حلاقة القصبة الهوائية، وجراحة تأنيث الصوت وغيرها.
جراحات التنقيب هي العمليات الجراحية التي تؤدي إلى جسم ذكري جندرياً. تشمل هذه العمليات الجراحية جراحة استئصال الثدي وتنقيب الصدر (جراحة الجزء الأعلى) واستئصال الرحم، استئصال المهبل، اإستئصال المبيض، رأب القضيب (بناء قضيب)، ميتويديوبلاستي، رأب الصفن (جراحة الجزء الأسفل).
بالإضافة إلى الجراحة، قد يحتاج المنتفعون إلى علاج هرموني على مدى الحياة بهرمونات تأنيثية أو تنقيبية.

## الاصطلاح
هناك العديد من المصطلحات الأخرى المستخدمة للإشارة إلى هذا النوع من الجراحة بدلًا منجراحة إعادة تحديد الجنس أو جراحة إعادة تحديد الجندر. تستخدم الجمعية الأمريكية للجراحين التجميليين (إيه إس بّي إس) مصطلح جراحة تثبيت الجندر أو جي سي إس (Gender Confirmation Surgery). بعض المصطلحات الأخرى تشمل جراحة تأكيد الجنس، جراحة تغيير الجنس، جراحة إعادة بناء الأعضاء التناسلية، وجراحة إعادة بناء الجنس.
يُعرف بعض المتحولين جنسيًا الذين يرغبون في مساعدة طبية للتحول من أحد الجنسين إلى الآخر بالمتغيرين جنسيًا. قد تخضع المرأة المتحولة التي حُدِّد جنسها على أنها ذكر عند الولادة وتسعى للجراحة المؤنثة إلى إجراء جراحي واحد أو أكثر يُستخدم للنساء المتحولات، وتملك هذه الإجراءات الجراحية أسماءً عديدة، مثل رأب الأعضاء التناسلية المؤنِّث، أو بتر القضيب، أو استئصال الخصية، أو الجراحة التجميلية للمهبل. قد يخضع الرجل المتحول الذي حُدِّد جنسه على أنه أنثى عند الولادة ويسعى للجراحة المذكرة لإجراء جراحي واحد أو أكثر، وقد تتضمن هذه الإجراءات رأب الأعضاء التناسلية المذكِّر، أو عملية إعادة بناء العضو التناسلي (الميتويديوبلاستي)، أو رأب القضيب.

## التاريخ
في بداية جراحة تغيير الجنس، هدفت الجراحة إلى إستئصال الأعضاء التي تقوم بإفراز الهرمونات الجنسية (كالخصيتين والمبيضين) بهدف تخفيف تأثيرها في تأنيث أو تذكير الجسد. لاحقاً، ومع تطور التقنيات الجراحية، أصبح الهدف إنشاء أعضاء تناسلية جديدة فعالة من الأعضاء التناسلية الموجودة لدى المريض.
في عام 1917 في الولايات المتحدة، أصبح الطبيب آلان هارت أول رجل متحول من امرأة إلى رجل يخضع إلى إستئصال رحم وإستئصال المبيضين لعلاج إضطراب الهوية الجنسية.
في برلين، عام 1931, أصبحت دورا ريشتر أول امرأة متحولة تخضع لعملية رأب المهبل جراحياً. تلتها ليلي ايلبي في «درسدين» عام 1930-1931. بدأت «ليلي» أولاً بإزالة أعضائها التناسلية جراحياً، بإشراف الجراح الطبيب «ماجنوس هيرشفيلد». بعد ذلك خضعت «ليلي» لأربع عمليات جراحية لاحقة من ضمنها إستئصال الخصيتين، زرع مبيض، إستئصال القضيب، وفي النهاية عملية زرع رحم غير ناجحة أودت بحياتها بسبب رفض جسدها للعضو المزروع. وكانت قد أجريت هذه العملية من قبل هذا لمدبرة المنزل لدى الدكتور ماجنوس، ولكن هويتها تبقى مجهولة.
في عام 1951, قام الطبيب الدكتور هارولد جيليز، وهو طبيب جراحة تجميلية عمل في الحرب العالمية الثانية، بتطوير أول طريقة جراحية للتحول الجنسي من امرأة إلى رجل، وهي طريقة أصبحت الطريقة المعيار في يومنا هذا، تدعى جراحة رأب القضيب بطريقة "فالوبلاستي" (بالإنكليزية Phalloplasty). عملية الفالوبلاستي هي عملية تجميلية تهدف إلى إنشاء قضيب ذكري من أنسجة مطعمة تؤخذ من مكان آخر من جسم المريض.
وتلا عملية رأب القضيب بطريقة فالوبلاستي في عام 1999 تطوير عملية «ميتويديوبلاستي» للتحول الجنسي من امرأة إلى رجل من قبل الدكتور ليبوفك والدكتور لوواب. تعتبر هذه العملية نوع متفرع من الفالوبلاستي، وهدفها إنشاء قضيب من بظر المريض. بهذا، يمكن للمريض أن يحصل على قضيب يسمح بالإحساس الجنسي في رأسه. يمكن استخدام  الميتويديوبلاستي مع الفالوبلاستي لإنشاء قضيب أكبر وأقرب شكلا للقضيب العادي، على عدة مراحل جراحية.
في 12 يونيو من عام 2003، قامت محكمة حقوق الإنسان الأوروبية بالحكم لصالح فان كوك، وهي امرأة متحولة جنسياً كانت شركة التأمين التي تغطيها قد رفضت أن تقوم بتغطية تكاليف جراحة تغيير الجنس وكلفة العلاج الهرموني البديل.
في 2011، رابح كريستيان فولينغ لدى جمعية المحلفين الدولية أول دعوى من متحول جنسياً ضد طبيب جراح اقيمت بسبب تدخل جراحي دون الموافقة المستنيرة، كمثال على «شخص تعرض لعمل جراحي لتغيير الجنس دون المعرفة الكاملة أو الموافقة» 
إبتداءً من عام 2017، بعد الدول الأوروبية أصبحت تطلب التعقيم الإجباري قبل أن تعترف قانونياً بتغيير الجنس.

## ما قبل العمل الجراحي

### الاعتبارات الطبية
يعاني العديد من المتحولين جنسيًا حالاتٍ صحية تتضمن السكري، والربو، وفيروس العوز المناعي البشري، التي قد تتسبب بمضاعفات عند العلاج المستقبلي والتدبير الدوائي. تحتوي إجراءات جراحة إعادة تحديد الجنس النموذجية نظمًا دوائية معقدة، تتضمن العلاج الهرموني، في أثناء فترة الجراحة وما بعدها. يشترك في علاج المريض عادة فريق رعاية صحية يتكون من مجموعة من مزودي الرعاية الصحية تتضمن اختصاصيي غدد صم، قد يستشيرهم الجراح عند تقرير إجراء العمل الجراحي حول ما إذا كان المريض مناسبًا جسديًا لإجراء العمل الجراحي. يمكن لمزودي الرعاية المتضمنين صيادلة أن يلعبوا دورًا في الحفاظ على نظم آمنة ومجدية، وتوعية المريض، ومناقشة المشاكل الصحية الأخرى المتضمنة الإقلاع عن التدخين وخسارة الوزن.
قد يعاني الأشخاص المصابون بفيروس عوز المناعة البشري والتهاب الكبد ج صعوبةً في إيجاد جراح  قادر على إجراء عمل جراحي ناجح. يُجري العديد من الجراحين العمل الجراحي في عيادات صغيرة خاصة غير مؤهلة لعلاج المضاعفات المحتملة عند هذه المجموعات من المرضى. يتقاضى بعض الجراحين أجورًا أعلى من المرضى المصابين بفيروس العوز المناعي البشري والتهاب الكبد ج؛ يؤكد اختصاصيون آخرون عدم أخلاقية رفض إجراء العمل الجراحي أو رفض القيام بعلاجات هرمونية عند الأشخاص المتحولين جنسيًا بسبب إصابتهم بالإيدز أو الالتهاب الكبد فقط.
لا تُعد الحالات الصحية الأخرى مثل السكري، واضطرابات تخثر الدم، وفغر القولون، والسمنة، مشكلة عند الجراحين الخبيرين. تزيد هذه الحالات خطورة التخدير ومعدل مضاعفات ما بعد الجراحة. قد يطلب الجراحون من المرضى زائدي الوزن تقليل وزنهم قبل الجراحة، وقد يطلبون الامتناع عن العلاج الهرموني قبل الجراحة عند كل المرضى، والامتناع عن التدخين قبل الجراحة وبعدها عند أولئك المدخنين. يشترط جميع الجراحين عادة البند الأخير بغض النظر عن طبيعة  العمل الجراحي.
تُعد الخصوبة أيضًا عاملًا يؤخذ بعين الاعتبار عند إجراء جراحة إعادة تحديد الجنس، إذ يتم إخبار المرضى بأنهم سيصابون بعقم غير عكوس في حال استئصال الخصية أو استئصال الرحم والمبيض.

### الاعتبارات الأخلاقية

#### عند الولادة
لا تشير جراحة إعادة تحديد الجنس إلى العملية التي تجرى على الرضع الذين لديهم اختلافات في التطور الجنسي (ثنائية الجنس). قد يخضع الرضع المولودون بحالات ثنائية الجنس إلى تداخلات عند الولادة أو بعدها بقليل. يُعد هذا الأمر مثيرًا للجدل بسبب ارتباطاته بحقوق الإنسان.

#### القاصرون
يمكن لجراحة إعادة تحديد الجنس المجراة على القاصرين غير الواعين (الرضع والأطفال) أن تتسبب بنتائج كارثية (تتضمن اضطراب الكرب التالي للصدمة النفسية والانتحار، كما حدث مع ديفيد ريمير، بعد خضوعه لختان غير متقن)، وذلك عندما تتضارب هوية الفرد الشخصية (التي تتحدد من خلال توصيلات الدماغ العصبية) مع جراحة إعادة تحديد الجنس الخاضع لها سابقًا. نصح مليتون دايموند في كلية جون إيه. بورنس للطب في جامعة هاواي بعدم إجراء الأطباء الجراحة للأطفال حتى يصبحوا كبارًا بما يكفي لإعطاء موافقة واعية وتكليف هؤلاء الرضع بتحديد الجندر الذي سوف يُعدّلون إليه. اعتقد دايموند أن دمج الأطفال مع غيرهم من الأطفال الذين لديهم اختلافات في التطور الجنسي قد يساعد في التخلص من الحرج ووصمة العار. اعتبر ميلتون دايموند حالة ثنائية الجنس اختلافًا في التطور الجنسي، لا اضطرابًا.

## العمليات الجراحية
المقال الأساسي: جراحة تغيير الجنس (أنثى-ذكر)

### جراحة الجزء السفلي
تختلف الإجراءت الجراحية للتحول من رجل إلى امرأة، أو التحول من امرأة إلى رجل. للنساء المتحولات جنسياً، تتضمن عملية إعادة بناء العضو التناسلي جراحة لإنشاء مهبل من خلال قلب القضيب للداخل أو إنشاء مهبل من القولون السيني، أو وفق طريقة جديدة لا تتضمن قلب القضيب بل تستخدم أنسجة الصفن لبناء مهبل.
أما للرجال المتحولين جنسياً، قد تتضمن عملية إعادة بناء العضو التناسلي رأب القضيب بطريقة فالوبلاستي أو ميتويديوبلاستي. وفي كل الرجال المتحولين والنساء المتحولات، تتضمن عمليات التغير الجنسي عمليات مساعدة أخرى، كاستئصال الخصية، بتر القضيب، استئصال الثدي، واستئصال المهبل. مضاعفات عملية إنشاء المهبل عبر قلب القضيب هي ثانوية إجمالاً، ولكن هناك إحتمال حدوث ناسور بين المهبل الجديد والمستقيم في 1-3% من المرضى. يتطلب الناسور عمليات إضافية للتصحيح عبر جراح مختص في جراحة المستقيم.

### الأفق والعمليات
أشهر العمليات في جراحة تغيير الجنس هي تلك التي تقوم بتغيير شكل الأعضاء التناسلية، وتعرف بعمليات الجزء السفلي (في مقابل عمليات الجزء العلوي التي تشمل الثدي، لا تشمل عمليات الجزء السفلي عمليات المؤخرة في هذا التعريف). وقد تم توضيح تعريف جراحة إعادة تحديد الجنس من قبل الاتحاد المحترف لصحة المتحولين جنسياً (WPATH) ليشمل التعريف على عدد من العمليات الجراحية التي تتم كجزء من العلاج الطبي لمشكلة اضطراب الهوية الجنسية. وفقاً للإتحاد، تشمل جراحة إعادة تحديد الجنس استئصال الرحم، استئصال الثدي، إعادة بناء أو تكبير الصدر مع أو دون استخدام بدلة، إعادة بناء الأعضاء التناسلية بطرق جراحية تناسب كل مريض، وعمليات تجميل الوجه.  يعتبر الاتحاد أيضاً بعض العلاجات الأخرى غير الجراحية ضرورية أيضاً، كإزالة شعر الوجه عبر التحليل الكهربائي.

## اعتبارات ما بعد الجراحة

### نوعية الحياة والصحة الجسدية
يخضع المتحولون جنسياً خلال فترة تحولهم إلى تغييرات في صحتهم البدنية ونوعية الحياة، وهي عوارض جانبية للعلاج الهرموني. لذلك، يجب إعلام المتحولين والمتحولات بشكل جيد عن هذه الأخطار قبل خضوعهم لجراحة تغيير الجنس.

### التبعات النفسية والإجتماعية
بعد جراحة إعادة تحديد الجنس، يصبح المتحولون أقل إضطراباً بالنسبة لهويتهم الجندرية. يعيش المتحولون بشكل أفضل إجتماعياً ونفسياً. تخف نسبة القلق، الإكتئاب، والعدائية بعد عمليات إعادة تحديد الجنس.

### النشاط الجنسي
عند الحديث عن الشعور الجنسي في الأعضاء التناسلية للمتحولين جنسياً، فالمتحولون والمتحولات يستطيعون الحفاظ على الإحساس الجنسي بعد عمليات إعادة تحديد الجنس. ولكن طبعاً، يعتمد الأمر على الطرق الجراحية المتبعة للمحافظة على الإحساس. تفادي الضرر والإصابات في الأعضاء التناسلية، تمكين الرجال المتحولين من الحصول على إنتصاب عبر زرع بدلة قضيبية إصطناعية بعد عملية رأب القضيب ، قدرة المتحولين على الحصول على شعور جنسي وشعور لمسي في العضو التناسلي الجديد هو هدف أساسي للجراحين في جراحة إعادة تحديد الجنس. بالإضافة لهذا، وجدت الدراسات أن الطريقة الأساسية للحفاظ على الشعور الجنسي والقدرة على الوصول للنشوة تكون عبر المحافظة على غطاء البظر والبظر تحت القضيب الجديد.
يقاس الشعور الجنسي بالقدرة على الوصول إلى النشوة الجنسية من خلال الجنس الذي يشمل الأعضاء التناسلية، كالإستمناء أو المجامعة. الكثير من الدراسات أفادت بإرتفاع هذه القدرة لدى النساء والرجال المتحولين ، وبذلك، يمكن الإستنتاج بأن عملية إعادة تحديد الجنس يمكن أن تحافظ على الإحساس الجنسي، لا بل يمكنها تحسينه أيضاً.
أغلب المتحولين والمتحولات جنسياً ابلغوا قدرتهم على الإستمتاع بشكل أكبر في حياتهم الجنسية، بالإضافة إلى زيادة في الرضا الجنسي بعد عملية إعادة تحديد الجنس. وقد إرتبط مستوى الرضا الجنسي بشكل إيجابي بمستوى الرضا عن الخصائص الجنسية الجديدة. فقبل عملية تغيير الجنس، إمتلك هؤلاء أعضاء تناسلية لا يرغبون بها، وكانوا متشوقين لإزالتها. ولذلك، كانوا باردين وغير متحمسين لممارسة الجنس. كنتيجة، فالمتحولين والمتحولات الذين خضعوا لعمليات إعادة تحديد الجنس هم أكثر رضا عن جسدهم، ولديهم مستوى أقل من الضغط النفسي عند ممارستهم الجنس.
أغلب الأشخاص ابلغوا حصولهم على متعة جنسية خلال النشاطات الجنسية، بما فيها الإستمناء. القدرة على الوصول للنشوة الجنسية مرتبطة بشكل إيجابي مع الرضا الجنسي. عدد وقوة النشوة الجنسية تختلف بين المتحولين والمتحولات. معظم المتحولين من امرأة إلى رجل أبلغوا عن زيادة في المتعة الجنسية وقدرتهم على الوصول إلى نشوة جنسية مع شريك أو عبر الإستمناء. في المقابل، 85% من المتحولات من رجل إلى امرأة يمكنهن الوصول إلى نشوة جنسية بعد عملية إعادة تحديد الجنس. إحدى الدراسات وجدت أن المتحولات والمتحولون كلاهما أبلغا عن تغيير في نوعية النشوة الجنسية. في المتحولين من امرأة إلى رجل، أبلغ المتحولون أنهم يحصلون على نشوة أقوى، بينما المتحولات من رجل إلى امرأة اصبحوا يأخذون وقتاً أطول للوصول للنشوة، ويحصلون على شعور أضعف.
كما وتغيرت نسبة ممارسة العادة السرية بعد عملية إعادة تحديد الجنس في المتحولين والمتحولات. وفق إحدى الدراسات، زادت نسبة الإستمناء في أغلب المتحولين والمتحولات، وتمكن 78% منهم من الوصول إلى النشوة الجنسية من خلال الإستمناء بعد إجراء عملية التغيير الجنسي. كما وأظهرت دراسة أخرى فرق في نسبة ممارسة العادة السرية بين المتحولين والمتحولات، فالمتحولين من امرأة إلى رجل مارسو العادة السرية أكثر من المتحولات. قد يكون السبب بزيادة نسبة الإستمناء هو زيادة الرغبة الجنسية بسبب العلاج بالتستسترون، أو بسبب تراجع اضطراب الهوية الجنسية.
أما بالنسبة لتوقعات المتحولين لمختلف جوانب حياتهم، فالجوانب الجنسية هي الأقل إرضاءً مقارنةً مع الجوانب الأخرى (الجسدية، العاطفية، والإجتماعية). وعند مقارنة المتحولين مع أشخاص غير متحولين من نفس الجندر، فالنساء المتحولات حققن مستوى رضا مشابه لغير المتحولات، ولكن المتحولون حققو مستوى رضا أقل من غير المتحولين. بالإضافة إلى ذلك، فالمتحولون حققوا مستوى رضا جنسي أقل من المتحولات.

## عالمياً

### أفريقيا
المغرب: في الدار البيضاء عيادة مشهورة للدكتور جورج بورو مختصة بالنساء المتحولات. يعتبر الدكتور بورو أحد الرواد في جراحة إعادة تحديد الجنس. بورو هو طبيب نسائي فرنسي، وقد أنشأ عملية رأب المهبل عبر قلب رفرف جلد قضيبي عنيق (pedicled penile skin flap inversion vaginoplasty)، وهي طريقة تعتبر المعيار الذهبي في إنشاء مهبل بجدار جلدي. يسجل في رصيده حوالي 3000 عملية إعادة تحديد جنسي من رجل إلى امرأة .

### آسيا
الهند: تقدم الهند عمليات إعادة تحديد الجنس بتكاليف مقبولة لعدد متزايد من القادمين للسياحة الطبية ولمواطنيهم.
إيران: كان رد الجمهورية الإسلامية الإيرانية في التعامل مع المثلية الجنسية هو عبر إجازة عمليات إعادة تحديد الجنس وتغطية تكاليفها بالكامل. وقد أصدر قائد الثورة الإسلامية، آية الله الخميني، فتوى تحلّل جراحة إعادة تحديد الجنس في المتحولين الجنسيين الذين «تم تشخيصهم». في وثائقي لإيشاغيان يدعى «كن كالاخرين» (Be Like Others) تم توثيق العديد من قصص رجال إيرانيين مثليي الجنس، أحس بأن التحول هو الطريقة الوحيدة لتفادي الملاحقة القانونية، الحبس، والإعدام. وقد أكدت مريم خاتون مولكارا، رئيسة أهم جمعية للمتحولين في إيران، والتي كانت قد أقنعت الخميني بإصدار فتواه عن المتحولين، أن بعض الأشخاص الذين يقومون بجراحة إعادة تحديد الجنس هم مثليون وليسوا متحولين.
باكستان: في باكستان، أعلن مجلس العقيدة الإسلامية تحريم جراحة إعادة تحديد الجنس وفقاً للأصول والشريعة المتبعة من المجلس. القانون الباكستاني يمنع الأشخاص من مجتمع الهجرة من أن يتحولوا إلى نساء.
ثايلند: هي الدولة التي تقوم بأكثر عدد جراحات لإعادة تحديد الجنس عالمياً، وتليها إيران.

### أوروبا
فرنسا: منذ عام 2016، لم تعد فرنسا تطلب جراحة إعادة تحديد الجنس كشرط لتغيير الجندر في الأوراق الثبوتية. في 2017، تم الحكم في قضية قام بتقديمها 3 أشخاص فرنسيين متحولين. وقد وجد أن فرنسا انتهكت الإتفاقية الأوروبية لحقوق الإنسان، عبر اشتراطها تعقيم الأشخاص المتحولين قبل تغيير جنسهم في الأوراق الثبوتية.
مالطا: منذ 2010، يمكن للأشخاص الذين خضعوا لعملية إعادة تحديد الجنس أن يغيروا جنسهم على الأوراق الثبوتية.
إسبانيا:  بالرغم من قرار البرلمان الأوربي عام 1989 الذي يقترح حقوق متقدمة لجميع مواطني الإتحاد الأوروبي، وأبتدأً من عام 2002، تغطي السلطات الرسمية فقط في الأندلس عمليات إعادة تحديد الجنس.
سويسرا: في 2010, حصرت المحكمة السويسرية الفدرالية العليا قدرة الحصول على جراحة إعادة تحديد الجنس. وقد اشترطت المحكمة خضوع الشخص لعلاج نفسي لمدة سنتين على الأقل قبل أن يصبح التأمين الصحي مجبراً بتغطية كلفة العمليات، واشترطت عدم قدرة الشخص بعدها على التكاثر.
أوكرانيا: في 2015، أصدرت محكمة كييف الإدارية حكماً مفاده أن التعقيم الإجباري هو أمر غير قانوني وليس شرطاً لتغيير الجنس في الأوراق الثبوتية.

### أمريكا الشمالية
كندا: تختلف القوانين التي تحدد جندر الإنسان من مقاطعة إلى أخرى، وأغلب المقاطعات تشترط الخضوع لجراحة إعادة تحديد الجنس قبل تغيير الجنس قانونياً في الأوراق الثبوتية.
الولايات المتحدة: الكثير من العمليات المذكورة في هذا المقال تم تطويرها في الولايات المتحدة. قبل قوننة الزواج المثلي في الولايات المتحدة، كان هناك عدة قضايا لدى المحكمة العليا لم يتم فيها الإعتراف قانونياً بالجنس الجديد للأشخاص الذين خضعوا لجراحة إعادة تحديد الجنس عبر إبطال زواجهم. اليوم، تطلب الكثير من الولايات القيم بعمليات إعادة تحديد الجنس قبل أن يتم تغيير الجنس في الأوراق الثبوتية.
المكسيك: إبتداءً من 2014  ، مدينة مكسيكو لم تعد تشترط خضوع الشخص لعملية إعادة تحديد الجنس من أجل تغيير الجنس قانونياً، وقد تبعت عدة ولايات أخرى هذا القرار.

### جنوب أمريكا
الأرجنتين: في عام 2012، بدأت الحكومة بتقديم دعم لتكاليف جراحة إعادة تحديد الجنس لكل من هو بحاجة وقد بلغ 18 سنة من العمر أو أكثر. تمنع شركات التأمين من رفع تكاليف جراحة إعادة تحديد الجنس لعملائها. في الوقت ذاته، اقرت الحكومة الأرجنتينية قانون يمنع جراحة إعادة تحديد الجنس دون موافقة قاضٍ. بالإضافة لذلك، الخضوع لجراحة إعادة تحديد الجنس ليس شرطاً لتغيير الجنس في الأوراق الثبوتية.
شيلي: في 2012، تم تقديم قانون ينص بأن جراحة إعادة تحديد الجنس ليست شرطاً لتغيير الجنس في الأوراق الثبوتية. في 2013، أصبحت الرعاية الصحية الحكومية تغطي تكاليف إعادة تحديد الجنس. يتم دعم التكاليف من قبل الحكومة وفقاً لمدخول الشخص.

## اقرأ أيضاً
- جراحة تغيير الجنس (أنثى-ذكر)
- بدلة قضيبية إصطناعية
- رأب القضيب
- ميتويديوبلاستي